# 张效曾
张效曾（1917年—2011年8月10日）河北井陉人，中国共产党及中华人民共和国官员，中华人民共和国第一机械工业部副部长兼政治部主任。

## 生平
1937年11月张效曾参加革命工作，1938年6月加入中国共产党。1937年11月，张效曾任井陉县抗日民主政府宣教科科长、秘书。1938年6月后，先后在晋东南军政干部学校、延安抗日军政大学、延安马列学院学习，历任马列学院校务处教育干事，中央党校三部总务处副处长、校务部办公室主任等职。1947年2月后，任晋绥土改工作团支部书记、区特派员。1948年9月后，任中共中央华北局党校副处长，华北人民革命大学校务处副主任、代主任。1949年9月后，历任中共中央组织部秘书处第一副处长、处长，中央人民政府政务院机关事务管理局副局长、党委书记，政务院分党委会委员等职。1957年3月后，任中华人民共和国第一机械工业部办公厅主任，部党委委员、部机关党委书记、部政治部主任。1978年4月，任中华人民共和国第一机械工业部副部长兼政治部主任、部党组成员。1982年11月离休。
2011年8月10日，张效曾在北京病逝，享年94岁。